# Gerzino Nyamsi
Gerzino Nyamsi (Saint-Brieuc, 22 gennaio 1997) è un calciatore francese, difensore della Lokomotiv Mosca.

## Caratteristiche tecniche
È un difensore centrale.

## Carriera
Cresciuto nel settore giovanile del Rennes, ha esordito in prima squadra il 10 settembre 2017 disputando l'incontro di Ligue 1 vinto 3-1 contro l'Olympique Marsiglia.
Nel gennaio del 2018 è stato ceduto in prestito semestrale al Châteauroux, con cui ha collezionato 12 presenze ed un gol in Ligue 2.
Il 30 agosto 2021 viene ceduto allo Strasburgo.

## Palmarès
- Coppa di Francia: 1

Rennes: 2018-2019